# Wings Abadi Airlines
Wings Abadi Airlines (kurz Wings Air) ist eine indonesische Fluggesellschaft mit Sitz in Jakarta und Basis auf dem Flughafen Soekarno-Hatta. Sie ist eine Tochtergesellschaft der Lion Air und bedient Kurz- und Regionalstrecken innerhalb Indonesiens.

## Geschichte
Wings Air wurde 2003 von Lion Air gegründet. Mit einer Flotte, die ausschließlich Turboprop-Maschinen umfasst, fliegt Wings Air derzeit nur auf nationalen Kurzstrecken innerhalb Indonesiens und bedient hier 77 Ziele auf 102 Routen. Zwischenzeitlich durchgeführte internationale Charterflüge, etwa von Manado ins philippinische Davao wurden wieder eingestellt.
Auf der Singapore Air Show im Februar 2012 bestellte Lion Air für Wings Air 20 ATR 72-500 und 40 ATR 72-600. Im November 2014 erhöhte die Lion Group die ATR 72-600-Bestellung für Wings Air um 40 Stück auf insgesamt 100 Flugzeuge dieses Typs. Damit wird sie zum größten Kunden von Avions de Transport Régional.
Wings Air war auf einer Verbotsliste der Europäischen Union aufgeführt, wonach die Fluggesellschaft aufgrund von Sicherheitsmängeln keine Flüge im Luftraum der EU durchführen durfte. Im Juni 2018 hat die EU sämtliche Restriktionen gegenüber indonesischen Airlines aufgehoben.

## Flotte

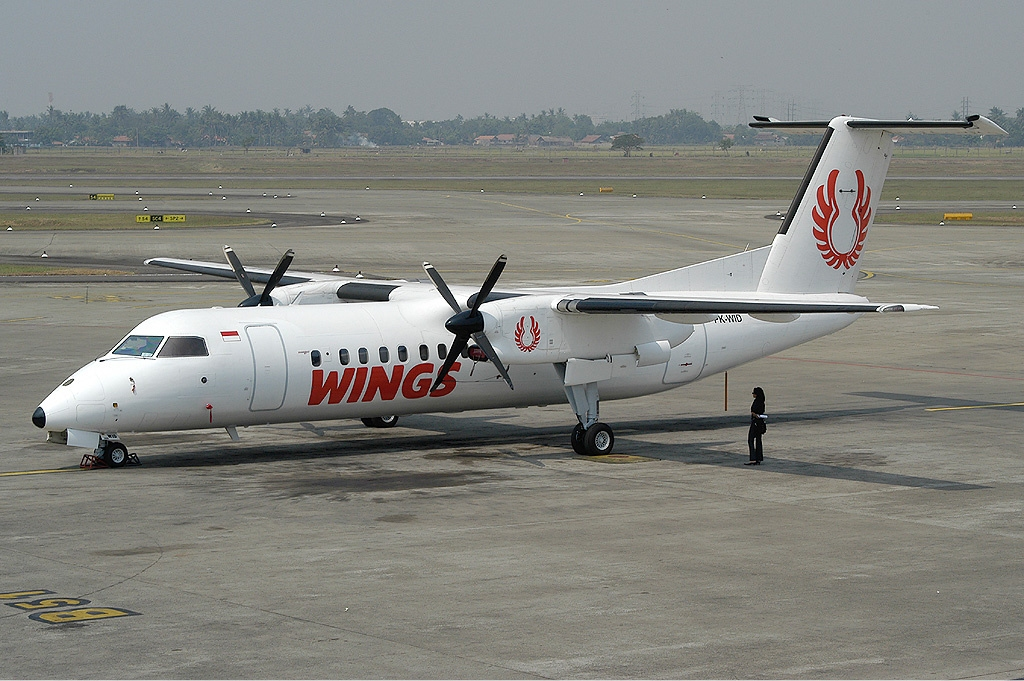
De Havilland DHC-8-300 der Wings Air

Mit Stand Mai 2025 besteht die Flotte der Wings Air aus 77 Flugzeugen mit einem Durchschnittsalter von 10,8 Jahren:
| Flugzeugtyp | aktiv | bestellt | Anmerkungen |
| ----------- | ----- | -------- | ----------- |
| ATR 72-500  | 19    |          | 35 inaktiv  |
| ATR 72-600  | 58    |          | 35 inaktiv  |
| Gesamt      | 77    |          |             |